# Massacre da Praça Nisour
O massacre da Praça Nisour ocorreu em 16 de setembro de 2007, quando funcionários da Blackwater Security Consulting (agora Grupo Constellis), uma empresa militar privada contratada pelo governo dos EUA para fornecer serviços de segurança no Iraque, atiraram em civis iraquianos, matando 17 e ferindo 20 na Praça Nisour, em Bagdá, enquanto escoltava um comboio da embaixada dos EUA. Os assassinatos indignaram os iraquianos e prejudicaram as relações entre o Iraque e os Estados Unidos. Em 2014, quatro funcionários da Blackwater foram julgados e condenados em tribunal federal dos EUA; um por homicídio e os outros três por homicídio culposo e acusações de porte de arma de fogo; todos os quatro condenados foram perdoados por Donald Trump em dezembro de 2020.
Os guardas da Blackwater alegaram que o comboio foi emboscado e que eles atiraram nos atacantes em defesa do comboio. O governo iraquiano e o investigador da polícia iraquiana Faris Saadi Abdul afirmaram que as mortes não tiveram justificação. No dia seguinte, a licença da Blackwater Worldwide para operar no Iraque foi temporariamente revogada. O Departamento de Estado dos EUA disse que "vidas inocentes foram perdidas", e de acordo com o The Washington Post, um relatório militar parecia corroborar "a alegação do governo iraquiano de que a culpa era da Blackwater". O governo iraquiano prometeu punir a Blackwater. O incidente gerou pelo menos cinco investigações, incluindo uma do Federal Bureau of Investigation (FBI). A investigação do FBI descobriu que, dos 17 iraquianos mortos pelos guardas, pelo menos 14 foram baleados sem justa causa.
Em dezembro de 2008, os EUA acusaram cinco guardas da Blackwater de 14 acusações de homicídio culposo, 20 acusações de tentativa de homicídio e violação de armas, mas em 31 de dezembro de 2009, um juiz distrital dos EUA rejeitou todas as acusações alegando que o caso contra os guardas da Blackwater tinha sido construído indevidamente com base em testemunhos dados em troca de imunidade. O primeiro-ministro Nouri al-Maliki criticou duramente a decisão. Em abril de 2011, um tribunal de apelação federal dos EUA restabeleceu as acusações de homicídio culposo contra Paul A. Slough, Evan S. Liberty, Dustin L. Heard e Donald W. Ball após testemunho a portas fechadas. O tribunal disse "Nós consideramos que as conclusões do tribunal distrital dependem de uma visão errónea da lei". Um quinto guarda teve as suas acusações arquivadas, e um sexto guarda (Jeremy Ridgeway) declarou-se culpado de homicídio culposo e tentativa de homicídio culposo. Em 22 de outubro de 2014, um júri do Tribunal do Distrito Federal condenou Nick Slatten por assassinato em primeiro grau e três outros guardas (Slough, Liberty e Heard) culpados pelas três acusações de homicídio voluntário e uso de metralhadora para cometer um crime violento. Em 13 de abril de 2015, Slatten foi condenado à prisão perpétua, enquanto os outros três guardas foram condenados a 30 anos de prisão.
Em 4 de agosto de 2017, três juízes do Tribunal de Apelações dos EUA para o Circuito do Distrito de Columbia revogou a condenação por assassinato de Slatten e ordenou que os outros réus fossem novamente condenados. Um novo julgamento também foi recomendado para Slatten, sob o fundamento de que era injustificável julgá-lo com o seus co-réus e que ele deveria ter sido julgado separadamente. Em dezembro de 2018, Slatten foi novamente condenado por homicídio por um júri e em 14 de agosto de 2019, novamente condenado à prisão perpétua. Em 22 de dezembro de 2020, todos os quatro homens condenados receberam perdões federais do presidente dos Estados Unidos, Donald Trump.